# 知春路站
知春路站是一个位于中国北京市海淀区中关村街道、花园路街道与北太平庄街道交界知春路与京包铁路交叉口，属于北京地铁10号线和13号线的地铁换乘站。13号线车站于2002年9月28日启用，10号线车站则于2008年7月19日启用。

## 位置
知春路站位于知春路与京包铁路的交汇处。13号线车站在铁路西侧，横跨知春路呈南北走向；10号线车站在铁路东侧，沿知春路地下呈东西走向。

## 结构

### 车站楼层
该站13号线部分为地上2层车站：下层为站厅层，上层为站台层，采用侧式站台设计。10号线部分为地下2层车站：上层为站厅层，下层为站台层，为适应地下建设空间狭小的条件，站台层采用分离式岛式站台结构，分成两个有三条通路互相连接的独立空间，由于地下管线主要集中在知春路道路北侧，车站为明暗挖结合。右线（南侧）部分采用明挖法为单跨+双跨双层框架结构，设站厅层和站台层，左线（北）采用单层暗挖法为大跨马蹄形隧道结构，只设站台层。
知春路站作为10号线与13号线换乘车站，两车站间由地下通道相互连接。 由13号线南、北站厅层分别连接10号线站厅层西侧口、东北 (F) 口的通道换乘。本站13号线月台北端设有一条单渡线。
| 地上一层 13号线站台层 | 侧式站台，右側開门         | 侧式站台，右側開门              |
| 地上一层 13号线站台层 | █ 13号线往西直门（大钟寺） |                                 |
| 地上一层 13号线站台层 | █ 13号线往东直门（五道口） |                                 |
| 地上一层 13号线站台层 | 侧式站台，右側開门         |                                 |
| 地面层 13号线站厅层   | 站厅                       | A-G出入口、13号线站厅、换乘通道 |
| 地下一层 10号线站厅层 | 站厅                       | 10号线站厅                      |
| 地下二层 10号线站台层 |                            | █ 10号线外环（知春里）          |
| 地下二层 10号线站台层 | 岛式站台，左側開门         |                                 |
| 地下二层 10号线站台层 | █ 10号线内环（西土城）     |                                 |

- 知春路站13号线侧式站台（2021年1月摄）
- 知春路站13号线站台加装半高屏蔽门已于2015年正式投入运行（2015年8月摄）
- 知春路站13号线北站厅（2021年11月摄）
- 知春路站连接13号线和10号线的换乘通道（2013年2月摄）
- 知春路站10号线站厅（2021年8月摄）
- 知春路站10号线站台（2023年7月摄）

## 出入口
这座车站有5个出入口：
- 13号线2个：西北 (A) 口、西南 (B) 口[3]
- 10号线3个：东北 (F) 口（早期编号为F2口[6]）、东南 (G1,G2) 口。[7]

|                                |                |                                              |      |            |
|                                |                |                                              |      |            |
| 编号                           | 指示           | 建议前往的目的地                             | 图片 | 无障碍设施 |
| 连通 13号线站厅                |                |                                              |      |            |
| （此直梯仅通往东直门方向站台） | 知春路（北侧） |                                              |      | 不適用     |
| （此直梯仅通往西直门方向站台） | 知春路（南侧） |                                              |      | 不適用     |
| 连通 10号线站厅                |                |                                              |      |            |
| 出口 · F                       | 知春路（北侧） | 大运村                                       |      | 不適用     |
| 出口 · G · 1 · 升降机标志      | 知春路（南侧） | 中国医药大厦、国家卫生健康委员会知春路办公区 |      |            |
| 出口 · G · 2 · 升降机标志      | 知春路（南侧） |                                              |      |            |
| 註： 設有 \| 設有              |                |                                              |      |            |